# Pterolophia paraflavescens
Pterolophia paraflavescens är en skalbaggsart som beskrevs av Stefan von Breuning 1977. Pterolophia paraflavescens ingår i släktet Pterolophia och familjen långhorningar. Inga underarter finns listade i Catalogue of Life.